# 삼궁 (점성술)
점성술에서 삼궁(三宮, triplicity)은 같은 원소에 속한 세 개의 별자리의 무리이다.

## 3분의 1대좌
서양 점성술은 같은 삼궁의 각각의 별자리는 서로 120도씩 떨어져서 원의 360도를 3으로 나눈 각에 상응하는 삼분위각이라 불리는 각을 맺는다고 본다. 삼분위각은 매우 강력함에도 불구하고 매우 편안한 자유 유동성의 관계로 여겨진다. 그러함은 같은 원소의 각각의 별자리는 서로 매우 편하게 여기며 조화로움을 의미하며, 공동으로 같은 특성을 갖는 경향이 있음을 암시한다.

## 구성 방식
전통적인 점성술에서, 삼궁의 개념은 네 가지의 고대 원소에 관한 여러 요소를 구현했으며 특별한 중요성이 있다고 여겨졌다. 고대의 사원소 이외에, 계절과 주인지위 유형의 방법으로도 삼궁이 구성될 수 있었다. 그러나, 현대 점성가들게는 그 두 방법 중 어느 것도 많은 관심을 요하지 않는다. 그렇지만, 특히 계절의 삼궁은 현대의 신이교주의와 드루이드 그리고 위카를 실천하는 점성가들에게 채택되어오고 있다.

## 고대 원소
전통적인 서양 점성술에는 고대 원소에 기초하는 네 개의 삼궁이 있다. 먼저 불의 별자리는 양자리에서 시작되며, 다음의 흙의 별자리는 황소자리에서, 그 다음 공기의 별자리는 쌍둥이자리에서 그리고 마지막 물의 별자리는 게자리에서 시작된다. 서양 점성술에서는 그 순서가 (첫 번째 별자리가 물고기자리인 항성황도대 점성술을 제외하고) 언제나 정확히 불부터 흙과 공기 그리고 물까지이다. 이 주기는 마지막의 점성학적 별자리인 물고기자리에서 끝나며 다시 반복된다. (마르쿠스 마닐리우스에 따르면) 점성술의 열두 별자리의 원소의 주인지위는 다음과 같이 요약된다.
- 불: 양자리, 사자자리, 사수자리: 더움, 건조함, 열렬함
- 흙: 황소자리, 처녀자리, 염소자리: 추움, 건조함, 무거움
- 공기: 쌍둥이자리, 천칭자리, 물병자리: 더움, 습함, 가벼움
- 물: 게자리, 전갈자리, 물고기자리: 추움, 습함, 부드러움

### 주인지위
전통적인 점성술에서, 각각의 삼궁은 몇 개의 주인 행성을 갖는데, 그러한 주인 행성들은 천궁도가 주간의 것인지 야간의 것인지를 구분하는 주야간의 조건에 따라서 달라진다.
삼궁의 주인지위는 전통적인 점성가들에 의해 천궁도에서의 각각의 행성들의 힘과 유효성 그리고 온전성이 숙고되었던 여러 요소들 가운데 하나인 매우 중요한 본질적 위계이다. (시돈의 도로테우스와 같은) 많은 헬레니즘 점성가들은 삼궁의 주인지위를 행성의 여러 본질적 위계 가운데서 가장 강력하고 명백한 것으로 여겼다.
("도로테우스의 체계"를 사용한) 삼궁의 주인지위는 다음과 같다.
| 삼궁                                  | 주간의 주인행성 | 야간의 주인행성 | 관여 주인행성 |
| ------------------------------------- | --------------- | --------------- | ------------- |
| 불 (양자리, 사자자리, 사수자리)       | 태양            | 목성            | 토성          |
| 공기 (쌍둥이자리, 천칭자리, 물병자리) | 토성            | 수성            | 목성          |
| 흙 (황소자리, 처녀자리, 염소자리)     | 금성            | 달              | 화성          |
| 물 (게자리, 전갈자리, 물고기자리)     | 해왕성          | 화성            | 달            |

(후일에 클라우디오스 프톨레마이오스가 물의 삼궁의 주인지위를 수정해서 화성을 주야간 모두의 주인행성으로 만들었는데, 윌리엄 릴리도 그러함과 의견이 같다.)
위의 방법이 알려지기 이전의 점성가들에게 사용된 삼궁의 주인지위에 대한 한 가지 방법은 개인의 생애를 초기 중기 그리고 후기 이렇게 세 기간으로 나누는 것이었다. 차트에서 삼궁의 주인지위에 대한 조건에 있어서 생애 초기의 진로를 고려할 때는 주간의 것으로 평가되며, 생애의 중기를 고찰할 때는 야간의 주인지위가, 마지막으로 생애의 후기는 삼궁의 관여 주인행성을 검토하는 것으로 평가되었다.
중세의 점성술 체계에서, 각각의 본질적 위계는 다른 비중이 실려졌다. 거주지의 주인행성에 5점의 비중 점수가 부여되었고, 고양의 행성에는 4점이, 삼궁의 주인행성에 3점의 비중 점수가 할당되었다. 그러함은 중세 점성가들이 각각의 본질적 위계에 얼마나 큰 힘을 실었는지에 대한 다소의 개념을 제공한다.

### 실제의 계절
전통적인 점성술은 황도대가 태양과 함께 출몰하는 실제의 계절에 따라서 삼궁을 구성하기도 한다. 예를 들어, 봄에는 양자리와 황소자리 그리고 쌍둥이자리가 태양과 함께 출몰하는데, 가운데의 황소자리가 확실한 봄이므로 그것의 삼궁이 봄의 삼궁을 구성한다.
고대 점성술에서 사용된 계절적 원소의 삼궁은 다음과 같다.
- 봄 : 양자리 - 황소자리 - 쌍둥이자리 (3월 21일 및 6월 20일)
- 여름 : 게자리 - 사자자리 - 처녀자리 (6월 21일 및 9월 21일)
- 가을 : 천칭자리 - 전갈자리 - 궁수자리 (9월 22일 및 12월 20일)
- 겨울 : 염소자리 - 물병자리 - 물고기자리 (12월 21일 및 3월 19일)

반면, 남반구는 반대이다.
- 봄 : 천칭자리 - 전갈자리 - 궁수자리 (9월 23일 및 12월 21일)
- 여름 : 염소자리 - 물병자리 - 물고기자리 (12월 22일 및 3월 20일)
- 가을 : 양자리 - 황소자리 - 쌍둥이자리 (3월 21일 및 6월 21일)
- 겨울 : 게자리 - 사자자리 - 처녀자리 (6월 22일 및 9월 22일)

## 같이 보기
- 점성술과 고대 원소